# Cicisvili Sziti grúz királyné
Cicisvili Sziti (? – 1444), Sziti Hatun/Hanum, grúzul: სითიხათუნი, hercegnő, grúz királyné. A Cicisvili családból származott, mint az utolsó ténylegesen uralkodó grúz király, XII. György özvegye, Cicisvili Mária grúz királyné. Bagrationi N. grúz királyi hercegnőnek, IV. (Komnénosz) János trapezunti császár feleségének a sógornője, Ortodox keresztény vallású volt.

## Élete

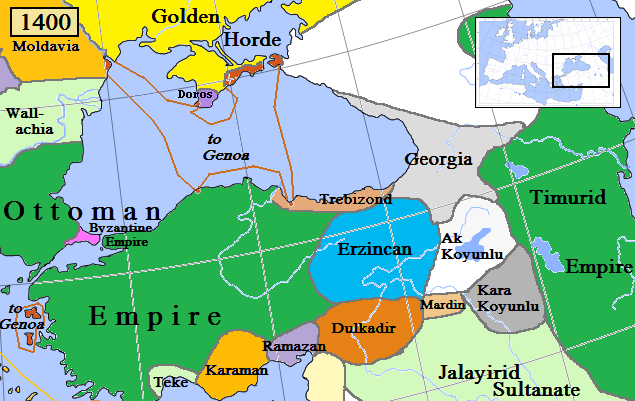
A Trapezunti Császárság és a maradék Bizánci Birodalom 1400-ban.

Apja Zaza Panaszkerteli-Cicisvili herceg.
Férje IV. (Bagrationi) Vahtang grúz király volt, I. Sándor grúz király fiaként I. Konstantin (1369 után–1412) grúz királynak, V. (Nagy) Bagrat (–1393/5) grúz király és Komnénosz Anna (1357–1406 után) trapezunti császári hercegnő – III. Alexiosz trapezunti császár, valamint Kantakuzénosz Teodóra lánya – fiának és Kurcidze Máriának (?–1412) az unokája
A házasságukból nem születtek gyermekek.